# Physalis glutinosa
Physalis glutinosa ist eine Pflanzenart aus der Gattung der Blasenkirschen (Physalis) in der Familie der Nachtschattengewächse (Solanaceae).

## Beschreibung
Physalis glutinosa ist eine krautige oder an der Basis leicht verholzende, stark verzweigte Pflanze, die ausladend bis zu 1,30 m hoch und breit werden kann oder aber hängend aus Felsspalten heraus wächst. Die Laubblätter sind etwas klebrig mit gelenkigen, flachen Haaren mit 1 bis 1,5 mm Länge behaart. Dazwischen stehen auch kürzere Trichome, die drüsige Köpfe besitzen. Die Blattspreiten sind eiförmig, manchmal herzförmig oder selten auch fast kreisförmig. Die größeren Blätter werden 3 bis 6 cm lang und 2 bis 5 cm breit. Der Blattrand ist sägezahnartig geschwungen oder nahezu ganzrandig. Die Blattunterseite ist oft mit abstehenden Trichomen behaart, die Blattoberseite hingegen mit anliegenden Trichomen, die oftmals nur entlang der Hauptadern und verkürzt oder nur als Trichombasis ausgeprägt auftreten. An einigen Zweigen stehen manchmal ausschließlich kleinere Blätter.
Die relativ großen Blüten stehen einzeln in den Achseln an 7 bis 20 mm langen Blattstielen. Der Kelch ist langgestreckt oder eiförmig-langgestreckt, an der Basis 8 bis 12 mm und auf der Höhe der Kelchlappen 10 bis 18 mm breit. Ein Viertel bis zwei Drittel der Länge der Kelchblätter stehen diese einzeln und bilden schmal dreieckige und manchmal spitz zulaufende Kelchlappen von 4 bis 11 mm Länge. Die Krone ist glockenförmig oder nahezu glockenförmig, 20 bis 35 mm lang und misst 30 bis 40 mm im Durchmesser. Der Kronsaum ist nicht zurückgebogen und nicht in Kronlappen geteilt. Die Außenbereiche des Kronsaums sind gelb, die restliche Krone ist fast ausschließlich von den großen Malen violett gefleckt. Diese Flecken sind jedoch bei Herbarexemplaren fast nicht mehr auszumachen. Die Staubbeutel sind gelb gefärbt und leicht blau überhaucht, 3,5 bis 5 mm lang und 1,3 bis 2 mm breit. Sie stehen an langen, schlanken Staubfäden, die 10 bis 15 mm lang werden.
An der Frucht verlängert sich der Stiel auf 10 bis 23 mm. Der Kelch vergrößert sich auf 25 bis 45 mm Länge und eine Breite von 20 bis 30 mm. Er umgibt eine Beere mit einem Durchmesser von 12 bis 20 mm.

## Verbreitung
Die Art ist in Mexiko verbreitet.